# Ródos, Hy Lạp
Rhodes (tiếng Hy Lạp: Ρόδος, Ródos [ˈroðos]) là thành phố chính và đô thị cũ trên đảo Rhodes, thuộc vùng Dodecanese, Hy Lạp.  Kể từ cuộc cải cách chính quyền địa phương năm 2011, nó là một phần của đô thị Rhodes, vừa là thủ phủ vừa là một đơn vị của đô thị. Thành phố có dân số khoảng 90.000 người trong khu vực đô thị. Rhodes đã nổi tiếng từ thời cổ đại với tư cách là địa điểm của Tượng thần Mặt Trời ở Rhodes, một trong Bảy kỳ quan thế giới cổ đại. Thành lũy của Rhodes được xây dựng bởi các Hiệp sĩ Cứu tế khiến nó là một trong những thành phố thời Trung Cổ được bảo tồn tốt nhất châu Âu. Năm 1988, nó được UNESCO công nhận là Di sản thế giới.

## Địa lý
Thành phố nằm ở mũi đông bắc của hòn đảo, và tạo thành một hình tam giác từ bắc xuống nam. Thành phố có diện tích 19,481 km² khiến nó là thành phố đảo có diện tích nhỏ nhất nhưng lại có dân số lớn nhất. Ở phía bắc, nó tiếp giáp với biển Aegea, phía đông, tây và nam là đô thị Ialysos và Kallithea.